# Frédérique Granet
Frédérique Granet est une juriste française née le 6 août 1951.
Elle est spécialiste des questions de bioéthique et de droit de la famille. 

## Biographie

### Formation
Titulaire d'un DEA de droit de la famille, elle obtient un doctorat de droit privé en soutenant une thèse sur Les conflits de filiation depuis la loi du 3 janvier 1972.

### Activité universitaire et professionnelle
Elle enseigne depuis le droit privé à l'université Robert Schuman de Strasbourg à des élèves de la première année au doctorat.
Directrice du Centre de droit privé fondamental de l'université Robert Schuman, elle est vice-présidente de cette université.
Frédérique Granet a participé aux travaux du Haut Conseil de la population et de la famille, pour le compte duquel elle a rendu un rapport sur « l'exercice de l'autorité parentale dans les législations européennes ».
Elle est membre du Secrétariat général de la Commission internationale de l'état civil, organisation inter-gouvernementale pour le compte de laquelle elle a rédigé de nombreux rapport, dont une étude remarquée sur « l'état-civil et le décès périnatal », en décembre 1999 plusieurs études sur la transidentité en Europe. 
Elle a également participé, en tant qu'experte internationale, aux travaux du XXVIIe Colloque de Droit européen, organisé à La Valette en 1997 par le Conseil de l'Europe sur Les problèmes juridiques concernant le lien de filiation . Elle a été membre du Conseil supérieur de l'adoption.
Elle est membre du comité scientifique de l’Actualité juridique Famille Dalloz et y produit régulièrement des notes d'analyse de jurisprudence et de doctrine.

## Influence législative
Frédérique Granet a contribué à plusieurs évolutions législatives ou jurisprudentielles, dont la loi du 22 janvier 2002 relative à l’accès aux origines des personnes adoptées et pupilles de l’État, mais également le projet de loi ratifiant l'ordonnance n° 2005-759 du 4 juillet 2005 portant réforme de la filiation, initiant la restauration de la présomption pater is est. Elle participe actuellement au débat national sur la révision des lois de bioéthique, et travaille plus spécifiquement sur le sujet de la gestation pour autrui.
Ses travaux ont également servi de base aux arrêts dû aux arrêts du 6 février 2008 sur les actes de naissance d'enfants sans vie.

## Publications

### Ouvrages
- Le droit de la Famille (2 éditions), Presses Universitaires de Grenoble, 1997 et 2006
- L’exercice de l’autorité parentale dans les législations européennes, Rapport pour le Haut Conseil de la population et de la famille, La documentation française, 2002

### Ouvrages collectifs
- Droit de la Famille" (4 éditions) sous la direction de Jacqueline Rubellin-Devichi puis de Pierre Murat, ouvrage collectif (ne pas confondre avec Le droit de la Famille publié aux PUG), Paris, Dalloz, 1584 pages
- Le droit patrimonial de la famille : réformes accomplies et à venir actes du colloque de l'association Henri Capitant, Paris, Dalloz, 2006
- Études offertes au doyen Philippe Simler, Mélanges, ouvrage collectif, publié aux éditions Litec-Dalloz, 2006
- Droit de la famille, avec Patrice Hilt, Presses universitaires de Grenoble, 2006
- Le discours et le Code 1804-2004 : Portalis, deux siècles après le Code Napoléon, ouvrage collectif, Paris, Litec-JurisClasseur, 2004
- Le couple et la Convention européenne des droits de l'homme avec Patrice Hilt, Presses universitaires d'Aix-Marseille (PUAM), 2004
- La vidéosurveillance et la preuve, avec Marie-Noëlle Mornet, Presses universitaires d'Aix-Marseille (PUAM), 2004
- Des concubinages : droit interne, droit international, droit comparé, mélanges offerts à Jacqueline Rubellin-Devichi, ouvrage collectif, Paris, Litec-JurisClasseur, 2002
- Histoire des pères et de la paternité, sous la dir. de Jean Delumeau et Daniel Roche, Larousse coll. in extenso, Paris, 2000
- Quel droit pour quelles familles, avec Élisabeth Guigou, Hubert Brin, Irène Thery, Martine Segalen, Monique Sassier, Henri Leridon, Christine Lazerges, Catherine Labrusse-Rion, Danielle Hervieu-Léger, Yvonne Flour, Frédérique Granet Caroline Eliacheff et Alain Bruel, actes du colloque tenu au Carrousel du Louvre, Paris, La documentation française, 2000

### Sélection d'articles de doctrine dans des revues spécialisées
- « Choisir un nom de famille…   Une approche pluridisciplinaire des implications de la réforme du nom » (avec Marie-Claude Casper et Charles-Henry Pradelles de Latour),  in L'Homme - Revue française d'anthropologie, n° 179, juillet-septembre 2006
- « La présomption de paternité » in : Droit de la famille, n° 1, études, janvier 2006, p. 11-13
- « Les dispositions générales du droit de la filiation », in Actualité juridique famille, n°12/2005, Dalloz, décembre 2005, pp. 426-429
- « Droit de la filiation : panorama 2004 » in Recueil Dalloz, n° 26, 30 juin 2005, p. 1748
- « Les législations européennes relatives à l'enregistrement des couples hors mariage » in Droit de la famille, études, janvier 2005 p. 12-18
- « Le mariage et les formes concurrentes de vie en couple en Europe » in Revue de Droit Canonique, Volume 53 fascicule n° 1, année 2003
- « La maternité en question : état d'alerte », in Dalloz, n° 39, Chroniques, 8 novembre 2001, p. 3138-3143
- « Pacte civil de solidarité (PACS). Aspects comparés et internationaux » in Semaine juridique, Edition notariale et immobilière, n° 8, 2000, p. 371
- « Les fichiers sanitaires automatisés. (Loi n° 94-548 du 1er juillet 1994) » in Recueil Dalloz, II, 1995, p. 10
- « Les dons d'organes, de tissus, de cellules et de produits du corps humain : de la loi Caillavet aux lois de bioéthique » in Revue de droit sanitaire et social, 1995 p. 1
- « Protection des enfants : présentation des lois du 6 mars 2000 instituant un défenseur des enfants » in Dalloz, n° 22 p. 343

### Articles dans des revues et journaux généralistes
- « Test de paternité, l’amour filial "biologisé" ? » in La grande époque Guadeloupe, 21 janvier 2007
- « Traces écrites : Interview de Frédérique Granet » in Savoirs en commun, octobre 2001, p. 30
- « Frédérique granet : tout cela se déroule hors de toute procédure » (sur les tests ADN de paternité), in Le Monde, 9 novembre 2006
- Direction d'un numéro de la Revue Tumultes. L'Europe et ses entours, mars 1996.
- « La mission parlementaire sur la famille discute de l'adoption » in Têtu.com ,  Info société, 3 novembre 2005
- « Assistance familiale : une loi, pas une règle » in MCSinfo, société, 21 novembre 2003

## Décoration
Frédérique Granet a été nommée chevalier de la Légion d'honneur lors de la promotion du 1er janvier 2010.